# Oeiras indoor II 2025
L'Oeiras indoor II 2025 è stato un torneo maschile di tennis professionistico. È stata la 6ª edizione del torneo, facente parte della categoria Challenger 100 nell'ambito dell'ATP Challenger Tour 2025, con un montepremi di 145 000 €. Si è giocato dal 13 al 19 gennaio 2025 sui campi in cemento indoor del Complexo de Ténis do Jamor di Oeiras, in Portogallo.

## Partecipanti

### Teste di serie
| Nazionalità | Giocatore            | Ranking* | Testa di serie |
| ----------- | -------------------- | -------- | -------------- |
| Stati Uniti | Aleksandar Kovacevic | 108      | 1              |
| Serbia      | Hamad Međedović      | 112      | 2              |
| Svizzera    | Alexander Ritschard  | 121      | 3              |
| Stati Uniti | Mackenzie McDonald   | 130      | 4              |
| Regno Unito | Daniel Evans         | 160      | 5              |
| Portogallo  | Henrique Rocha       | 174      | 6              |
| Germania    | Maximilian Marterer  | 187      | 7              |
| Francia     | Clément Chidekh      | 191      | 8              |

* Ranking al 30 dicembre 2024.

### Altri partecipanti
I seguenti giocatori hanno ricevuto una wild card per il tabellone principale:
- Pedro Araújo
- Gastão Elias
- Frederico Ferreira Silva

I seguenti giocatori sono passati dalle qualificazioni:
- Edas Butvilas
- Oleksandr Ovcharenko
- Jeffrey John Wolf
- Robin Bertrand
- Tiago Pereira
- Ergi Kırkın

## Punti e montepremi
| Torneo    | Torneo              | V      | F     | SF    | QF    | 2T    | 1T    | Q | Q2  | Q1  |
| Singolare | Punti               | 100    | 50    | 25    | 14    | 7     | 0     | 4 | 2   | 0   |
| Singolare | Premi in denaro (€) | 16 020 | 9 415 | 5 555 | 3 240 | 1 900 | 1 160 | – | 580 | 290 |
| Doppio    | Punti               | 100    | 50    | 25    | 14    | –     | 0     | – | –   | –   |
| Doppio    | Premi in denaro (€) | 6 845  | 4 050 | 2 400 | 1 420 | –     | 800   | – | –   | –   |

## Campioni

### Singolare
Aleksandar Kovacevic ha sconfitto in finale  Zsombor Piros con il punteggio di 6–4, 7–6(4).

### Doppio
Mili Poljičak /  Matej Sabanov hanno sconfitto in finale  Íñigo Cervantes /  Mick Veldheer con il punteggio di 6–0, 6–1.